# Dopravní podnik Praga
Dopravní podnik Praga – czeski klub szachowy z siedzibą w Pradze, dziesięciokrotny mistrz Czechosłowacji, mistrz Czech z 2001 roku.

## Historia
Klub został założony w 1929 roku. Po II wojnie światowej przyjął nazwę Dynamo Praga. W latach 1951–1954 klub zdobył mistrzostwo Czechosłowacji, w 1955 roku uzyskał wicemistrzostwo. W sezonach 1956–1957 Dynamo zdobyło tytuły mistrzowskie, a rok później – drugie miejsce w mistrzostwach. W tym okresie zawodnikami Dynama byli m.in. Karel Opočenský, Karel Průcha i František Zíta. W latach 1963–1967 klub funkcjonował pod nazwą Dynamo-Energetika, następnie jako TJ Dopravní podnik. W 1970 roku klub awansował do Československej celostátníej ligi, a rok później ją wygrał. W sezonie 1975/1976 zespół zdobył wicemistrzostwo Czechosłowacji. W latach 1979–1980 uzyskano dwa tytuły mistrzowskie, w sezonie 1980/1981 – trzecie miejsce, a w roku 1983 ponownie pierwsze. Po rozpadzie Czechosłowacji zespół występował w czeskiej Extralidze, uzyskując wicemistrzostwo w sezonie 1992/1993. W 1996 roku Dopravní podnik połączył się z Mládí Praga, występując od tamtej pory pod nazwą DP Mládí. W sezonie 1996/1997 klub zajął trzecie miejsce w Extralidze. W 1997 roku DP Mládí uczestniczył w Pucharze Europy. Czeski klub przegrał wówczas mecze z Taflfélagið Hellir i CE Genève, zajmując ostatnie, siódme miejsce w fazie grupowej. W 1999 roku nastąpiła zmiana nazwy na DP Holdia. W sezonie 2000/2001 klub zdobył mistrzostwo kraju. W kadrze drużyny znajdowali się wówczas m.in. Aleksiej Szyrow, Bartłomiej Macieja, Jan Smejkal, Konstantin Czernyszow, Zigurds Lanka, Jānis Klovāns, Nana Ioseliani, Josef Přibyl i Otto Borik. W sezonie 2001 zespół rywalizował także w Pucharze Europy. W tamtej edycji odniesiono zwycięstwo nad Bray Chess Club, zremisowano z BM Kisełą Wodą Skopje i przegrano z Gazowikiem Tiumeń, Beer-Sheva Chess Club, TSI Rīga i Taflfélag Reykjavíkur; w turnieju klub został sklasyfikowany na 31. miejscu. W 2002 roku klub spadł z Extraligi, po czym przystąpił do rozgrywek okręgowych. W sezonie 2002/2003 klub awansował do 2. Ligi, a rok później – do 1. Ligi. W 2014 roku klub spadł do 2. Ligi, a w sezonie 2016/2017 awansował do 1. Ligi. Następnie powrócono do stosowania nazwy Dopravní podnik. W sezonie 2018/2019 uzyskano awans do Extraligi, z której klub spadł w roku 2024.

## Arcymistrzowie w historii klubu
- Falko Bindrich[6]
- Pavel Blatný[7]
- Pontus Carlsson[8]
- Konstantin Czernyszow[4]
- Miroslav Filip[1]
- Aivars Gipslis[9]
- Jānis Klovāns[4]
- Zigurds Lanka[4]
- Bartłomiej Macieja[4]
- Eduard Meduna[10]
- Arturs Neikšāns[11]
- Petr Neuman[12]
- Artem Omelja[13]
- Maxim Rodshtein[12]
- Wołodymyr Siergiejew[14]
- Jan Smejkal[15]
- Bartosz Soćko[16]
- Igor Štohl[17]
- Ołeksandr Sułypa[11]
- Aleksiej Szyrow[18]
- Jan Votava[19]
- Leonid Wołoszyn[20]